# Хіромі Іто
Хіромі Іто (яп. 伊藤 比呂美, Itō Hiromi, нар. 13 вересня 1955) — одна з найвизначніших сучасних письменниць Японії. У її творчому доробку — понад десяток поетичних збірок, кілька прозових творів, численні есе та кілька престижних літературних премій. Вона ділить своє життя між містами Енсінітас (штат Каліфорнія, США) і Кумамото на півдні Японії. Нині Іто викладає в Школі культури, медіа й суспільства Університету Васеда в Токіо.

## Біографія

### Рання кар'єра
Народилася 1955 року в Токіо, Японія. У 1980-х роках стала відомою завдяки своїм збіркам поезії, які відверто і драматично торкалися тем сексуальності, вагітності і жіночого еротичного бажання. Від самого початку своєї творчої кар'єри Іто вступила в довічну боротьбу проти стилізованої, хитрої мови, властивої японській поезії 20-го століття. Значна частина її поезії викладена у формі розширеного, майже розмовного тексту.[1] Її майстерне володіння стилістикою усного мовлення створює ефект живої розмови — саме тому критики не раз називали Іто «шаманкою», здатною переносити голоси й емоції на папір.[2]

### Жіночі питання
У 1982 році книга Іто «Незрілі сливи» (青梅, Aoume) вийшла в серії «Сучасний стан жіночої поезії», опублікованій японським видавництвом «Шічоша», разом із творами таких поетес, як Тошіко Хірата, Йоко Ісака і Коко Шіраїші. У середині 1980-х років Іто зосередилася на темах жіночого тіла, сексуальності і материнства, ставши найвидатнішим голосом так званого «буму жіночої поезії». Дві її збірки «На території 1» (テリトリー論1, Teritorī ron 1), опубліковані в 1985 році, і «На території 2» (テリトリー論2, Teritorī ron 2), опубліковані в 1987 році, описують її переживання після народження першої доньки, Каноко Ніші. У цих творах поетеса досліджує стосунки між матір'ю і дитиною, а також особисті й сексуальні виклики, пов'язані з материнством[1]. Наприклад, у вірші «Вбивство Каноко» (カノコ殺し, Kanoko-goroshi) вона описує почуття молодої матері, яка переживає післяпологову депресію і гнів на новонароджену дитину, тоді як світ вітає її з тим, що вона стала матір'ю.[3] Її глибока увага до жіночих проблем спричинила сприйняття Іто як феміністичної письменниці, хоча сама вона не завжди ототожнювала себе з цим визначенням.[4]
Протягом усієї своєї кар'єри Іто використовувала метафору поетеси як шаманки. У 1991 році вона співпрацювала з відомою феміністською вченою Чізуко Уено з Токійського університету над збіркою есе і поезії під назвою «Шаманка та її інтерпретатор» (のろとさにわと, Noro to saniwa to). Цю співпрацю авторки порівнювали з взаємодією між окінавською шаманкою (норо) та її інтерпретатором (саніва) — фігурою, яка надає сенс її висловлюванням для зовнішнього світу.
У 1993 році Іто розгорнула метафору поетки-шаманки у своїй довгій поемі «Я Анджюхімеко» (わたしはあんじゅひめ子である, Watashi wa Anjuhimeko de aru), у якій переосмислила документальну історію шаманського досвіду в регіоні Цугару на початку XX століття. У цьому творі вона створює драматичний новий міф, присвячений зціленню від сексуального насильства і процесу самопізнання.[5]

### Переїзд до США
Іще з 1980-х років Іто захоплювалася індіанською поезією, яку вона вперше прочитала в японських перекладах. У 1990 році вона познайомилася з американським поетом Джеромом Ротенбергом під час його візиту до Японії. Ротенберг був однією з ключових фігур у розвитку етнопоетики — літературного напряму, що зосереджується на поезії корінних народів. Саме він заохотив Іто приїхати в США.
Незадовго до цього Іто розлучилася зі своїм чоловіком, літературознавцем Масахіко Ніші. Після знайомства з Ротенбергом вона почала регулярно їздити до США разом із дітьми, а з 1997 року остаточно оселилася в місті Енсінітас, штат Каліфорнія, разом зі своїм новим партнером — британським художником Гарольдом Коеном.
Переїзд до США став поворотним моментом у творчості Іто: він вплинув як на тематику, так і на вибір жанрів її творів. Вона почала писати прозу, пояснюючи це тим, що поезія її виснажила, а також тим, що проза, на її думку, краще підходить для дослідження досвіду еміграції. У своїх новелах того періоду Іто зображує труднощі адаптації до нового культурного середовища і досвід перебування в ньому.[6]

### З 2000 року
У 2000-х роках Іто повернулася до поезії, опублікувавши низку довгих, фантастичних творів, що стирають межу межі прозою і поезією. Серед них — «Дика трава на березі річки» (河原荒草, Kawara arekusa, 2005), «Пісня койота» (コヨーテ・ソング, Koyōte songu, 2007) і «Терновиривач: нові історії Суґамо Джізо» (とげ抜き 新巣鴨地蔵縁起, Toge-nuki: Shin Sugamo Jizō engi, 2007). У цих роботах Іто пише про досвід сучасних людей — зокрема мігрантів і транснаціональних особистостей, — подаючи їх у майже міфологічному, часто сюрреалістичному ключі.
Однією з найуспішніших публікацій стала книга есе «Пояснення Сутри серця» (読み解き般若心経, Yomitoki Hannya shingyō, 2010), у якій Іто поєднує особисті спогади з роздумами про класичні буддійські тексти. Вона пропонує сучасний японський переклад Сутри серця з класичної китайської, супроводжуючи його розлогими коментарями й автобіографічними роздумами.
Інтерес Іто до буддизму простежується ще з ранніх творів. Так, поема «Я Анджюхімеко» (わたしはあんじゅひめ子である, Watashi wa Anjuhimeko de aru, 1993) включає елементи фольклорного буддистського наративу. Книга «Дивні казки з Японії» (日本ノ霊異ナ話, Nihon no fushigi na hanashi, 2004) переказує класичні буддійські історії періоду Хейан з тексту «Ніхон рьоікі» ченця Кьокая.
У 2012 році Іто опублікувала збірку есе «Невпинне читання „Ламентацій про розбіжності“ вголос» (たどたどしく声に出して読む歎異抄, Tadotadoshiku koe ni dashite yomu Tannishō), що включає особисті роздуми й сучасний переклад листування між буддистським ченцем Шінраном і його матір'ю.
Загальною темою в цих книгах, зокрема в «Поясненні Сутри серця», «Невпинних читання „Ламентацій про розбіжності“ вголос» і «Житті батька» (父の生きる, Chichi no ikiru, 2014), є осмислення змін у житті людини зі старінням і наближенням смерті. У цих роботах Іто досліджує процеси старіння, втрати і духовного прийняття, що є особливо актуальними в контексті демографічної ситуації в Японії, де спостерігається зниження народжуваності й зростання частки людей старшого віку. Задля глибшого розуміння цих явищ письменниця часто звертається до буддійських текстів.
Окрім поетичних і прозових творів, Іто є авторкою численних есе, літературно-критичних статей про манґи, а також перекладів американської літератури для юних японських читачів. Серед її перекладів — «Кіт у капелюсі» й «О, куди ти поїдеш!» доктора Сьюза, а також «З праху» і «Свідок» Карен Гессе. На додаток до її сучасних японських перекладів буддійських текстів, згаданих вище, вона також написала сучасний японський переклад оповідання Ічіо Хіґучі.
Письменниця мешкає між Енсінітасом, штат Каліфорнія, і містом Кумамото на півдні Японії. У Кумамото вона стала ініціаторкою творчого об'єднання місцевих художників і письменників, відомого як «Група Кумамото» (熊本文学隊, Kumamoto bungakutai). Її твори займають чільне місце в експозиції Музею сучасної літератури Кумамото.

## Нагороди
- 1978: Премія Gendai Shi Techo за поетичну збірку Sky of Plants (草木の空, Sōmoku no sora)
- 1993: номінація на премію Місіма Юкіо за мистецтво сім'ї (家族アート, Kazoku āto)
- 1998: номінація на премію Акутагави за повість «Комнатна рослина» (ハウス・プラント, Hausu puranto)
- 1999: Номінація на премію Акутаґави за повість Ранінья (ラニーニャ, Ла-Нінья)
- 1999: Літературна премія Нома для нових письменників за повість Ранінья (ラニーニャ, Ла Нінья)
- 2006: Премія Такамі Джуна за книгу «Дика трава на березі річки» (河原荒草, Кавара арекуса)
- 2007: Премія Хагівара Сакутаро за роман «Терновиривач: нові історії Сугамо Дзідзо» (とげ抜き 新巣鴨地蔵縁起, Тоге-нукі: Шін Сугамо Дзідзо engi)
- 2008: Премія Мурасакі Сікібу за роман «Терновиривач: Нові історії Сугамо Дзідзо» (とげ抜き 新巣鴨地蔵縁起, Тоге-нукі: Шін Сугамо Дзідзо engi)

#### Переклади на англійську мову
- Itō, Hiromi (2009), Killing Kanoko: Selected Poems of Hiromi Itō, переклад Джеффрі Англса. Нотр-Дам, штат Індіана: Книги про дії. ISBN 978-0-9799755-4-7.
- Itō, Hiromi (2014), Дика трава на березі річки, переклад Джеффрі Англса. Нотр-Дам, штат Індіана: Книги про дії.
- Itō, Hiromi (2020), Killing Kanoko / Дика трава на березі річки, переклад Джеффрі Англса. Лондон: Tilted Axis Press. ISBN 9781911284420
- Itō, Hiromi (2022), The Thorn Puller, переклад Джеффрі Енглза. Берклі, Каліфорнія: Stone Bridge Press. ISBN 978-1737625308.

#### Переклади на німецьку мову
- Itō, Hiromi (1993), Mutter töten, переклад Ірмели Хіджія-Кіршнерайт. Санкт-Пельтен, Австрія: Residenz verlag GmbH. ISBN 978-3-7017-0825-3.
- Itō, Hiromi and Masahiko Nishi (1999), Das anachische Aschenputtel, переклад Річмода Боллінгера та Йоріко Ямада-Бочинек. Санкт-Пельтен, Австрія: Residenz verlag GmbH. ISBN 978-3-7017-1099-7.
- Itō, Hiromi (2021), Dornauszieher. Der fabelhafte Дзідзо фон Сугамо. Роман, переклад Ірмели Хіджія-Кіршнерайт. Берлін, Німеччина: Matthes & Seitz Verlag. ISBN 978-3-75180-034-1.

#### Переклади в антологіях
- Itō, Hiromi in Kikuchi, Rina & Crawford, J. (eds.) (2017), Poet to Poet: Contemporary Women Poets from Japan, переклад Джеффрі Англса. Recent Work Press, Канберра: Австралія. ISBN 9780648087847

#### Вторинні джерела
- Енглз, Джеффрі, редактор (2007). Спеціальний випуск про Itō Hiromi, U.S.-Japan Women's Journal, том. 32. ISSN 1059-9770.
- Мортон, Лейт (2004), Модернізм на практиці: Вступ до повоєнної японської поезії. Гонолулу: University of Hawai'i Press. ISBN 978-0-8248-2807-3.

## Рекомендована література
- Джеффрі Англс, Вступ перекладача, Killing Kanoko: Selected Poems of Hiromi Itō (Notre Dame, IN: Action Books, 2009), стор. Vii–xii.
- Дивіться, наприклад, коментарі Кідо Шурі в Sengo meishi sen II, (Токіо: Shichōsha, 2001), стор. 230.
- Перекладено в Hiromi Itō, Killing Kanoko: Selected Poetry of Hiromi Itō (Notre Dame, IN: Action Books, 2009), стор. 33–39.
- Джоан Квімбі, «Як писати „жіночу поезію“, не будучи „жінкою-поетом“: публічна особа в ранній поезії Іто Хіромі», Американо-японський жіночий журнал, том. 32 (2007): 7–16.
- Джеффрі Енглз, «Повернення ненаписаного: робота пам'яті в Watashi wa Anjuhimeko de aru Іто Хіромі (Я Анджухімеко)», U.S.-Japan Women's Journal, том. 32 (2007): 51–75. Для перекладу див. Hiromi Itō, Killing Kanoko: Selected Poetry of Hiromi Itō, (Notre Dame, IN: 2009), стор. 99–115.
- Kyōko Ōmori, «’Finding Our Own English:’ Migration, Identity, and Language(s) in Itō Hiromi's Recent Prose», U.S.-Japan Women's Journal, vol. 32 (2007): 92–114.
- Джеффрі Англс, «Доктор Сьюз їде до Японії: ідеологія та переклад американської ікони», Японський форум 26.2 (травень 2014): 177—183.